# Królowa pszczół (film 1977)
Królowa pszczół – polski film obyczajowy z 1977 roku. Akcja filmu toczy się we Fromborku.

## Obsada
- Alicja Jachiewicz – Szymczakowa, matka Tomka
- Mieczysław Czechowicz – pan Wacio, szef stacji benzynowej
- Stefan Szmidt – Stefan Szymczak, ojciec Tomka
- Katarzyna Dąbrowska – Mariola
- Tomasz Karwatka – Tomek Szymczak
- Jan Popończyk – Robert
- Beata Sofińska – Beata, siostra Tomka
- Zofia Bajuk – matka Roberta
- Tomira Kowalik – matka Marioli
- Marek Sikora – Wojtek
- Dariusz Biskupski